# 穿頭

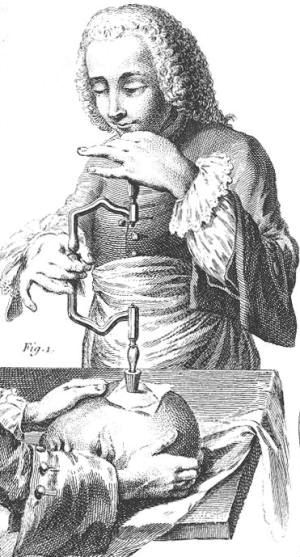
18世紀フランスにおける頭部穿孔手術の図

穿頭（せんとう、英:Trepanation）あるいは穿頭術は、頭皮を切開して頭蓋骨に穴を開ける民間療法の一種とされる。
穿頭は古くから神秘主義に基いて行われ、その場合には、開けた穴をふさぐ処置を行わずに頭皮を縫合する。現代では、医療的に治療のために行われる処置も穿頭と呼んでいる。

## 歴史
古代ギリシアで近代医療の基礎を築いたヒポクラテスも、自身の著書中で触れたとされるこの行為だが、中世から近代のヨーロッパにおいては頭痛や精神病の治療と称してこれが行われた。ただ当時は明確な根拠があったわけではなく、頭骨内にある「良くない（霊的な）モノ」を外部に出すための穴とされた模様で、当時ののみとつちで穴を開ける様子などの絵が残されている。
バート・フーゲスは、1960年代から1970年代にかけて、意識の覚醒を得るためにこの穿頭を世間に訴えた。1970年代には、アマンダ・フィールディングが自己に施術する映像作品を残した。穿頭術を施す医師を発見することができなかったためであり、自己穿頭術は推奨せず医療専門家によって行われるべきだと映像作品の中で述べている。
その後、しばらく関心を失った。1990年代には、インターネット上で言及され、90年代後半にはピーター・ハルヴォーソンという実践者が中心となり、ITAG（アイタッグ）が組織され、施術が可能な病院を国際的に探した。そうした中で、ケヴィン・ソリング監督による1998年の映画、『ア・ホール・イン・ザ・ヘッド』は、再び穿頭術の流行を巻き起こした。山本英夫の漫画『ホムンクルス』ではトレパネーションが扱われているが、山本へ情報を提供したケロッピー前田によれば、同映画は最重要の資料となっていたという。
なお日本や欧米の多くの国では、頭蓋骨骨折や脳外科手術といった他の明確な治療によらない、危険なこれら施術は違法とされているが、一部にトレパネーションに効果ありとするピーター・ハルヴォーソンによる国際トレパネーション唱道会などの主張があるため、これを請け負う医者もあるとされ、現代社会にも一定数の被術者が存在する。

## 効果
アマンダ・フィールディングによれば、血流量に関して大麻や幻覚剤、またヨガの呼吸法によって起こることを、穿頭では永続的に生じさせることができる。アマンダが設立したベックリー財団の研究では脳の血流量の変化が観察されたが、被験者15人という少数では科学的な主張を行うには不十分であると、アマンダは述べている。生理学的な仮説を科学的に述べられない古来の文明では、秘教的な説明が存在し、また穿頭は用いられてきた。
被術者らによると「脳の圧力を下げ、気分を高揚させる」や「意識がより明瞭になる」、「うつ病が軽減された」等とする報告がある。
しかし、脳外科医などの専門医からは否定的な幾つかの見解が出されている。その見解には以下のようなものがある。
- 脳の圧力は特に代謝異常でない限り一定に保たれているため、頭骨に穴をあけても大きな変化は起きない。また代謝異常はそれぞれの症状に沿った治療が確立されている。
- 個人が不衛生な環境で穿孔した場合、脳が器具によって傷付いたり、細菌によって炎症を起こす危険が伴う。
- 穿孔部の組織が損傷を受け、頭骨の防御力が低下する他、わずか数ミリという頭皮によって「脳がほとんど剥き出しに近い状態」に置かれるため、他の事故によって重大な損傷を被りやすい。

なお「効果」に関しても、他人との違いを明確に意識できるなどといった、他の肉体改造を行った結果による高揚感と同種の物であると考えられている。

## 古代インカ帝国において
インカ文明の集団墳墓では、しばしば頭骨に大きな穴の開いた物が発見されるため、古代インカ帝国では（神秘主義的な）頭部穿孔が流行していたとする者もある。中には「穴の開いている個所が同じ」であるとして精神外科（ロボトミー）の施術によるオーパーツだと主張する者すらいる。
しかし実際には、当時の鉄の存在を知らなかった南アメリカでの戦争の様式が「石を投げあい、棍棒で打ち合う」というもので、特に棍棒にいたっては、石を加工して作った打撃ハンマー（中央に穴の開いた星状の石が先端にはめ込まれている）で、頭に当たれば頭蓋骨骨折を起こす物だった。このため兵士や戦闘に巻き込まれた民衆達は、絶えず頭蓋骨骨折等の負傷を受ける危険にさらされ、これによって頭骨骨折の治療技術が発達したと現代の考古学では考えられている。
頭骨が骨折する程に強い打撃を受けた場合、骨の下の硬膜下にあるクモ膜の血管が切れて血腫と呼ばれる血の塊ができる。これは急性硬膜下血腫と呼ばれ、早急に頭骨に穿孔して固まる前の血を排出させないと、脳を圧迫して意識を失い、最終的には死にいたる。また早期治療が行われないと、予後が非常に悪い事もあるため、現代医療でもしばしば行われる治療であり、疑似科学や神秘主義的な頭部穿孔とは全く別の、現代医学と同様の理由に基く物である。おそらく、頭から出血するほどの負傷者の方が、出血の無い負傷者よりも生存率が高かったことから、意図的に頭蓋骨に穴を開けて、出血させるという治療法が見つけ出されたと考えられる。
インカでは、薬物であるコカインの原料として知られるコカが栽培されており、その葉は滋養強壮や傷の麻酔に利用されていた。これを使って古代インカの脳外科医らは苦痛に患者が暴れる心配もなく、患者の頭部を切開、脳を傷つける恐れのある頭骨の破片を取り除いて縫合する事が出来た。またインカ帝国は押並べて高山地帯の寒冷地に都市が集中していた事もあり、周辺の雑菌も比較的少なかったために、感染症を起こす率も低かったという。
これら頭蓋骨骨折治療を受けた患者は、その頭蓋骨の分析から、平均して数年から十数年程度は生き長らえていたという説もあり、当時の平均寿命が30～40歳だったことを考えても、まずまず天寿を全うしたといえよう。なおこの当時の施術では、出血の再発に対応する意図もあってか、取り除いた骨片を元にもどす事はなかった模様であるが、頭蓋骨に開いた穴を金銀などの金属で埋める事は行われていたようである。
このような理由により、前出の「オーパーツだ」とする主張は成り立たない。兵士同士の戦闘行為の最中における負傷なら、顔の前面から前頭部分に負傷が集中しやすい。これがたまたま現代のロボトミー手術と同じ個所に穴があるからといって、同じ個所から器具を挿入して、脳に何等かの処置を行ったとは限らない。別の個所に対しても、同じように施術した痕跡もみつかっている。むろん、頭部穿孔が治療法としては適切ではない傷病に、頭部穿孔が行われた事もあるだろうが、当時の医学的水準の問題である。なお当時の手術用具には、頭皮を切開したり頭骨を穿孔ないし切削するための器具は残るものの、脳に対して何等かの処置をほどこすための器具は発見されていないことも、考古学がロボトミー説に対して否定的な理由として挙げられる。
なおインカ文明とは別となるプレ・インカやメソアメリカ（中南米）の民族文化としては頭蓋変形も見られるが、これはやや別の話である。

## 登場する作品
フィクション作品ではしばしば超能力など神秘的な力を獲得する手段として登場している。
漫画
- ホムンクルス - 山本英夫作。神秘主義的視点から頭部穿孔を受けたホームレスの男が、「他人の深層心理が現実のようにイメージ化されて見える」という異常な世界に巻き込まれるサイコスリラー。本作中にて穿頭術はトレパネーションと呼ばれ、以前より認知度が上がったとされる[2]。なお、単行本にはトレパネーションが非常に危険な行為であり、絶対に真似しないようにとの旨が注意書きに記されている。
- スプリガン インカの頭部穿孔は脳外科手術により超能力を覚醒させるものとして紹介されていた。
- オルファトグラム - 井上夢人作。殺人者の襲撃に遭い頭部を強打され、手術で頭部穿孔状態になった主人公が新たなる嗅覚を獲得する。
- ジョジョの奇妙な冒険 Part1 ファントムブラッド - 荒木飛呂彦作。古代アステカ文明の遺産「石仮面」は、仮面から飛び出る針が被る者の頭蓋を貫き、未知の力を覚醒させ吸血鬼として生まれ変わるための道具として登場する。
- ID：INVADED - 数字が存在する限り数を数えずにはいられない数唱障害(=数唱強迫?)に悩まされる男が、それから解放されるための手段として自らドリルを頭に貫通させた過去の事実として描かれる。また他者にも変化を求め同じ方法で穿頭術を行い複数人を死に至らしめた。